# Reino Unido en los Juegos Paralímpicos de Tokio 2020
Reino Unido estuvo representado en los Juegos Paralímpicos de Tokio 2020 por un total de 211 deportistas, 120 hombres y 91 mujeres.

## Medallistas
El equipo paralímpico británico obtuvo las siguientes medallas:
| Nombre | Deporte                       | Evento                                       |
| --- | ----------------------------- | -------------------------------------------- |
| Oro |                               |                                              |
| Hannah Cockroft | Atletismo                     | 100 m T34 femenino                           |
| Hannah Cockroft | Atletismo                     | 800 m T34 femenino                           |
| Sophie Hahn | Atletismo                     | 100 m T38 femenino                           |
| Andrew Small | Atletismo                     | 100 m T33 masculino                          |
| Thomas Young | Atletismo                     | 100 m T38 masculino                          |
| Owen Miller | Atletismo                     | 1500 m T20 masculino                         |
| Daniel Pembroke | Atletismo                     | Jabalina F13 masculino                       |
| Aled Davies | Atletismo                     | Peso F63 masculino                           |
| Jonathan Broom-Edwards | Atletismo                     | Salto de altura T64 masculino                |
| David Smith | Bochas                        | Individual BC1 mixto                         |
| Kadeena Cox | Ciclismo en pista             | 500 m contrarreloj C4-5 femenino             |
| Lora Fachie | Ciclismo de pista             | Persecución individual B femenino            |
| Neil Fachie | Ciclismo de pista             | 1 km contrarreloj B masculino                |
| Jaco van Gass | Ciclismo de pista             | Persecución individual C3 masculino          |
| Jody Cundy Kadeena Cox Jaco van Gass | Ciclismo en pista             | Velocidad por equipos C1-5 mixto             |
| Sarah Storey | Ciclismo de pista             | Persecución individual C5 femenino           |
| Sarah Storey | Ciclismo de ruta              | Ruta C4-5 femenino                           |
| Sarah Storey | Ciclismo de ruta              | Contrarreloj C5 femenino                     |
| Ben Watson | Ciclismo de ruta              | Ruta C1-3 masculino                          |
| Ben Watson | Ciclismo de ruta              | Contrarreloj C3 masculino                    |
| Piers Gilliver | Esgrima en silla de ruedas    | Espada individual A masculino                |
| Lee Pearson | Hípica                        | Doma individual grado II mixto               |
| Lee Pearson | Hípica                        | Doma individual estilo libre grado II mixto  |
| Natasha Baker Lee Pearson Sophie Wells | Hípica                        | Doma por equipos grado I-V mixto             |
| Maisie Summers-Newton | Natación                      | 100 m braza SB6 femenino                     |
| Maisie Summers-Newton | Natación                      | 200 m estilos SM6 femenino                   |
| Hannah Russell | Natación                      | 100 m espalda S12 femenino                   |
| Bethany Firth | Natación                      | 100 m espalda S14 femenino                   |
| Tully Kearney | Natación                      | 100 m libre S5 femenino                      |
| Reece Dunn | Natación                      | 200 m libre S14 masculino                    |
| Reece Dunn | Natación                      | 200 m estilos SM14 masculino                 |
| Jessica-Jane Applegate Bethany Firth Jordan Catchpole Reece Dunn                                                                                              | Natación                      | 4 × 100 m libre S14 mixto                    |
| Charlotte Henshaw | Piragüismo                    | KL2 femenino                                 |
| Laura Sugar | Piragüismo                    | KL3 femenino                                 |
| Emma Wiggs | Piragüismo                    | VL2 femenino                                 |
| Lauren Rowles Laurence Whiteley | Remo                          | Scull doble PR2Mix2x mixto                   |
| James Fox Oliver Stanhope Ellen Buttrick Erin Kennedy Giedre Rakauskaite                                                                                      | Remo                          | Cuatro con timonel PR3Mix4+ mixto            |
| Kylie Grimes Jonathan Coggan Aaron Phipps Ayaz Bhuta Ryan Cowling Jim Roberts Chris Ryan Jamie Stead Gavin Walker Jack Smith Stuart Robinson Nicholas Cummins | Rugby en silla de ruedas      | Torneo mixto                                 |
| Phoebe Paterson Pine | Tiro de arco                  | Compuesto individual clase abierta femenino  |
| Lauren Steadman | Triatlón                      | PTS5 femenino                                |
| Chris Skelley | Yudo                          | –100 kg masculino                            |
| Plata |                               |                                              |
| Kare Adenegan | Atletismo                     | 100 m T34 femenino                           |
| Kare Adenegan | Atletismo                     | 800 m T34 femenino                           |
| Samantha Kinghorn | Atletismo                     | 400 m T53 femenino                           |
| Richard Whitehead | Atletismo                     | 200 m T61 masculino                          |
| Libby Clegg Jonnie Peacock Nathan Maguire Ali Smith | Atletismo                     | 4 × 100 m mixto                              |
| Daniel Bethell | Bádminton                     | Individual SL3 masculino                     |
| Aileen McGlynn | Ciclismo de pista             | 1 km contrarreloj B femenino                 |
| James Ball | Ciclismo de pista             | 1 km contrarreloj B masculino                |
| Jody Cundy | Ciclismo de pista             | 1 km contrarreloj C4-5 masculino             |
| Stephen Bate | Ciclismo de pista             | Persecución individual B masculino           |
| Finlay Graham | Ciclismo de pista             | Persecución individual C3 masculino          |
| Crystal Lane-Wright | Ciclismo de pista             | Persecución individual C5 femenino           |
| Crystal Lane-Wright | Ciclismo de ruta              | Ruta C4-5 femenino                           |
| Crystal Lane-Wright | Ciclismo de ruta              | Contrarreloj C5 femenino                     |
| Sophie Unwin | Ciclismo de ruta              | Ruta B femenino                              |
| Lora Fachie | Ciclismo de ruta              | Contrarreloj B femenino                      |
| Finlay Graham | Ciclismo de ruta              | Ruta C1-3 masculino                          |
| Dimitri Coutya Piers Gilliver Oliver Lam-Watson | Esgrima en silla de ruedas    | Florete por equipos masculino                |
| Natasha Baker | Hípica                        | Doma individual grado III mixto              |
| Natasha Baker | Hípica                        | Doma individual estilo libre grado III mixto |
| Sophie Wells | Hípica                        | Doma individual estilo libre grado V mixto   |
| Bethany Firth | Natación                      | 200 m libre S14 femenino                     |
| Bethany Firth | Natación                      | 200 m estilos SM14 femenino                  |
| Grace Harvey | Natación                      | 100 m braza SB5 femenino                     |
| Louise Fiddes | Natación                      | 100 m braza SB14 femenino                    |
| Rebecca Redfern | Natación                      | 100 m braza SB13 femenino                    |
| Ellie Challis | Natación                      | 50 m espalda S3 femenino                     |
| Tully Kearney | Natación                      | 200 m libre S5 femenino                      |
| Stephen Clegg | Natación                      | 100 m mariposa S12 masculino                 |
| Reece Dunn | Natación                      | 100 m mariposa S14 masculino                 |
| Emma Wiggs | Piragüismo                    | KL2 femenino                                 |
| Beth Munro | Taekwondo                     | –58 kg femenino                              |
| Will Bayley | Tenis de mesa                 | Individual 7 masculino                       |
| Will Bayley Paul Karabardak | Tenis de mesa                 | Equipo 6-7 masculino                         |
| Lucy Shuker Jordanne Whiley | Tenis en silla de ruedas      | Dobles femenino                              |
| Gordon Reid Alfie Hewett | Tenis en silla de ruedas      | Dobles masculino                             |
| George Peasgood | Triatlón                      | PTS5 masculino                               |
| Elliot Stewart | Yudo                          | –90 kg masculino                             |
| Bronce |                               |                                              |
| Maria Lyle | Atletismo                     | 100 m T35 femenino                           |
| Maria Lyle | Atletismo                     | 200 m T35 femenino                           |
| Samantha Kinghorn | Atletismo                     | 100 m T53 femenino                           |
| Hannah Taunton | Atletismo                     | 1500 m T20 femenino                          |
| Hollie Arnold | Atletismo                     | Jabalina F46 femenino                        |
| Olivia Breen | Atletismo                     | Salto de longitud T38 femenino               |
| Harri Jenkins | Atletismo                     | 100 m T33 masculino                          |
| Jonnie Peacock | Atletismo                     | 100 m T64 masculino                          |
| Columba Blango | Atletismo                     | 400 m T20 masculino                          |
| Dan Greaves | Atletismo                     | Disco F64 masculino                          |
| Krysten Coombs | Bádminton                     | Individual SH6 masculino                     |
| Terry Bywater Gaz Choudhry Abdi Jama Jim Palmer James MacSorley Ian Sagar Ben Fox Billy Bridge Greg Warburton Harry Brown Lewis Edwards Lee Manning           | Baloncesto en silla de ruedas | Torneo masculino                             |
| Sophie Unwin | Ciclismo de pista             | Persecución individual B femenino            |
| Jaco van Gass | Ciclismo de pista             | 1 km contrarreloj C1-3 masculino             |
| George Peasgood | Ciclismo de ruta              | Contrarreloj C4 masculino                    |
| Dimitri Coutya | Esgrima en silla de ruedas    | Florete individual B masculino               |
| Dimitri Coutya | Esgrima en silla de ruedas    | Espada individual B masculino                |
| Dimitri Coutya Piers Gilliver Oliver Lam-Watson | Esgrima en silla de ruedas    | Espada por equipos masculino                 |
| Georgia Wilson | Hípica                        | Doma individual grado II mixto               |
| Georgia Wilson | Hípica                        | Doma individual estilo libre grado II mixto  |
| Olivia Broome | Levantamiento de potencia     | –50 kg femenino                              |
| Louise Sugden | Levantamiento de potencia     | –86 kg femenino                              |
| Micky Yule | Levantamiento de potencia     | –72 kg masculino                             |
| Jessica-Jane Applegate | Natación                      | 100 m espalda S14 femenino                   |
| Jessica-Jane Applegate | Natación                      | 200 m libre S14 femenino                     |
| Hannah Russell | Natación                      | 100 m libre S12 femenino                     |
| Louise Fiddes | Natación                      | 200 m estilos SM14 femenino                  |
| Stephen Clegg | Natación                      | 100 m espalda S12 masculino                  |
| Stephen Clegg | Natación                      | 100 m libre S12 masculino                    |
| Scott Quin | Natación                      | 100 m braza SB14 masculino                   |
| Reece Dunn | Natación                      | 100 m espalda S14 masculino                  |
| Toni Shaw | Natación                      | 400 m libre S9 masculino                     |
| Jeanette Chippington | Piragüismo                    | VL2 femenino                                 |
| Robert Oliver | Piragüismo                    | KL3 masculino                                |
| Stuart Wood | Piragüismo                    | VL3 masculino                                |
| Amy Truesdale | Taekwondo                     | +58 kg femenino                              |
| Thomas Matthews | Tenis de mesa                 | Individual 1 masculino                       |
| Jack Hunter-Spivey | Tenis de mesa                 | Individual 5 masculino                       |
| Paul Karabardak | Tenis de mesa                 | Individual 6 masculino                       |
| Aaron McKibbin Ross Wilson Billy Shilton | Tenis de mesa                 | Equipo masculino                             |
| Sue Bailey Megan Shackleton | Tenis de mesa                 | Equipo 6-8 femenino                          |
| Jordanne Whiley | Tenis en silla de ruedas      | Individual femenino                          |
| Gordon Reid | Tenis en silla de ruedas      | Individual masculino                         |
| Victoria Rumary | Tiro de arco                  | Individual W1 femenino                       |
| Claire Cashmore | Triatlón                      | PTS5 femenino                                |